# 邵鐵鴻
邵鐵鴻（1914年—1982年4月11日），廣東省南海縣三山鄉人，字雲生，號水雲鄉主；字習瘦金體；性格豪邁爽快的音樂家，其中廣東音樂名曲《紅豆曲》(1941年)、《流水行雲》及《錦城春》更是他的代表作，香港電影演員。1940年代，邵鐵鴻在香港顯勤學校唸書，後轉入大同中學，求學時期已經常參加畢業典禮演奏會及慈善籌募會等活動。。

## 個人音樂會
1979年7月14日晚上，邵鐵鴻在中環大會堂音樂廳舉行個人音樂作品欣賞會，獨奏揚琴、二胡、古箏、洞簫、琵琶。胡章釗擔任司儀：
1. 音樂合奏《平步青雲》及《錦城春》；
2. 梁潔芳獨唱《紅豆曲》；
3. 邵鐵鴻揚琴獨奏《倒垂簾》及《到春雷》；
4. 李楓獨唱《憶王孫》及《愁怨》；
5. 黃月娥獨唱《花嬌人更嬌》；
6. 邵鐵鴻二胡獨奏《彩鳳引金龍》及《鳥投林》；
7. 邵鐵鴻古箏獨奏《相思扣》及《漢宮秋月》；
8. 邵鐵鴻洞簫獨奏《流水行雲》及《龍戲珠》；
9. 邵鐵鴻琵琶獨奏《風雪月》及《滿江紅》；
10. 邵鐵鴻及劉艷華合唱《郎歸晚》。[3]

## 個人唱片
- 《流水行雲》[4][5]：「韶聲唱片」的創業作。12英吋、33轉、長行唱片，1967年8月上市。洞簫領導主奏樂曲：

1. 《流水行雲》
2. 《平步青雲》
3. 《消遙引》
4. 《醉桃源》
5. 《到春雷》
6. 《漢宮秋月》
7. 《餓馬搖鈴》
8. 《走馬》
9. 《賽龍奪錦》
10. 《得勝回朝》

- 《紅豆曲》[6][7]，「韶聲唱片」創業一週年紀念，邵鐵鴻擔任監製、作曲、主奏。12英吋、立體身歷聲、長行唱片。

1. 《紅豆曲》
2. 《憶王孫》
3. 《人月圓》
4. 《漁父吟》
5. 《陶陶樂》
6. 《萬里行》
7. 《相思扣》
8. 《纏綿曲》
9. 《玉樓春》
10. 《彩雲歸》
11. 洞簫獨奏《龍戲珠》
12. 琵琶獨奏《滿江紅》。

## 電影演出
- 《紅荳曲》(1941年12月)；
- 《白頭情侶》(1947年11月)；
- 《流水行雲》(1954年2月)，擔任男主角，飾演黃家鴻；1957年2月27日(星期三)及28日(星期四)在利舞臺戲院隨此片登臺，以二胡演奏《鳥投林》、以琵琶演奏《滿江紅》、以洞簫演奏《流水行雲》[8]。
- 《彩鳳引金龍》(1957年12月)，擔任男主角，飾演趙金龍。

## 逝世
1982年4月11日，邵鐵鴻在灣仔軒尼詩道廣東酒樓出席披荊文會雅集，在席間突然腦充血暈倒，急送鄧肇堅醫院，延至凌晨12時卒告不治。同年4月17日下午1時，披荊文會在北角英皇道679號香港殯儀館主持公祭，許世昌恭讀祭文：

鐵板聲沉，銅琶絕響。鴻爪難尋，空餘惆悵。紅豆曲終，永懷形相。流水行雲，長為時尚。家室無憂，親朋有讓。淡蕩襟期，風高節亮。義結披荊，詩多酬唱。風雨晦明，向安無恙。詎意三春，勿歸泉壤。文酒當場，魂銷絳帳。一瞬千秋，人間天上。得住仙鄉，雲天萬丈。從此心魂，定多安暢。寄語殷殷，伏維尚饗。

遺體在歌連臣角火葬場舉行火葬，回程在灣仔軒尼詩道廣東酒樓飲解穢酒。

## 香港文人對邵鐵鴻的詩詞[10]
奉題邵鐵鴻流水行雲曲：
- 趙少昂：

簫聲引鳳世無儔，流水行雲韻更幽。多難萬方傷未已，憑君一曲解煩憂。

- 潘小聲：

少年同學故翩翩，中歲相逢法曲傳。我亦行雲逐流水，迴腸最是管弦邊！

- 逸駿楊眉：

行雲流水意悠悠，化入風人十指頭。朔漠倘教傳逸響，厭聽笛羌譜涼州。

## 外部連結
- 香港電影資料館：邵鐵鴻參予電影的記錄[永久]
- 香港影庫：邵鐵鴻 （页面存档备份，存于）
- 古箏獨奏《流水行雲》的片斷
- 鮑翠薇演唱調寄《紅豆曲》的《紅豆相思》片段 （页面存档备份，存于）
- 秦小梨演唱調寄《錦城春》的《真神之愛》片段
- 秦小梨清唱《郎歸晚》的片段 （页面存档备份，存于）